# جنازة قاسم سليماني

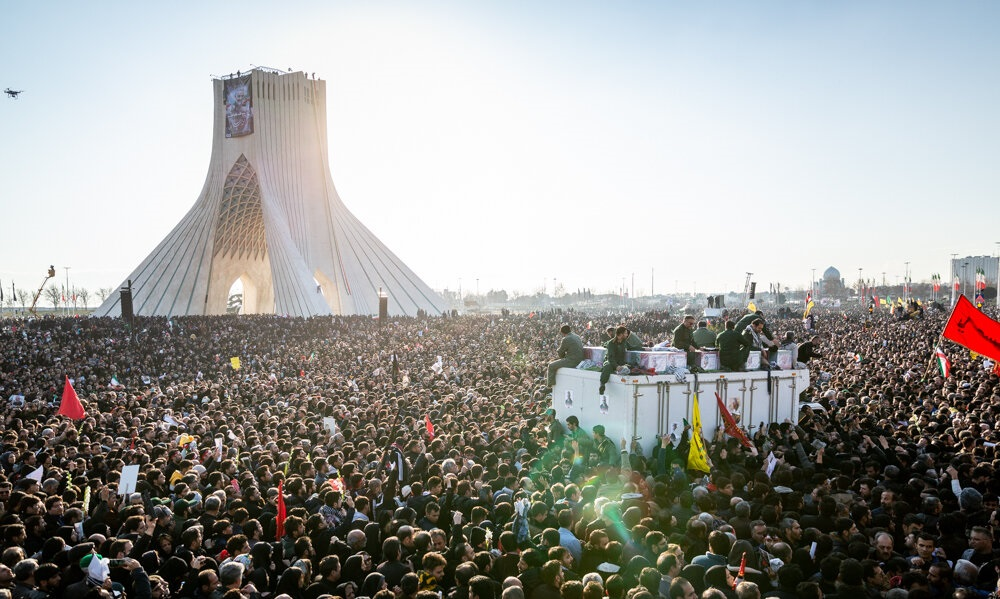
مراسم الجنازة في ميدان آزادي

أُقيمت جنازة قاسم سليماني قائد فيلق القدس الإيراني والقيادي البارز في الحرس الثوري في الفترة الممتدة من الرابع وحتى السابع من كانون الثاني/يناير 2020 حيثُ شملت بعض مدن العراق وعددًا من مدن إيران بما في ذلك بغداد و‌كربلاء و‌النجف و‌الأحواز و‌مشهد والعاصمة طهران وكذا في قم وأخيرًا في مسقطِ رأسه كرمان. وُصفت الجنازة في الداخل الإيراني بأنها الأكبر منذُ جنازة آية الله روح الله الخميني مُؤسّس الجمهورية الإسلاميّة الإيرانية عام 1989.

## العراق
في الرابع من كانون الثاني/يناير؛ نُظِّم موكبُ جنازةٍ لسليماني في العاصِمة بغداد بحضور الآلاف من المشيعين الذي لوحوا بأعلام العراق وأعلام الميليشيات الشيعية في البلد؛ كما رددوا هتافات مُعادية لبعض الدول وعلى رأسها هتاف «الموت لأمريكا؛ والموت لإسرائيل». بدأَ الموكبُ في مسجد الكاظمية في بغداد؛ وحضرهُ رئيس الوزراء العراقي – المُستقيل على وقعِ الاحتجاجات الشعبيّة – عادل عبد المهدي وقادة الميليشيات المدعومة من طهران، قبل أن يُنقل رفات سليماني لمدينة كربلاء ومن ثم النجف.

## مشهد والأهواز
قدَّرَ التلفزيون الإيراني عدد المشيعين في مشهد والأهواز في الخامس من كانون الثاني/يناير «بالملايين».

## طهران وقم
وصفت سي إن إن أعداد المُشيّعين الذين شاركوا في جنازة سليماني في طهران بالقولِ «إنهم بحرٌ من الناس»؛ فيما قدر التلفزيون الحكومي الإيراني من جديدٍ عدد المشيعين «بالملايين». رفعَ المشيعون صور سليماني في أيديهم؛ ورددوا هتافات «تسقط تسقط أمريكا» و«الموت لأمريكا؛ الموتُ لإسرائيل». أظهرت صور الأقمارِ الصناعية أن الناس قد تجمعوا في ميدان آزادي وسط العاصمة الإيرانيّة على امتدادِ 6 كيلومتر (3.7 ميل)، فيما قالَ صحفيو وكالة أسوشيتيد برس «إن عدد المشيعين لا يقلُّ عن مليون شخص في طهران.» صلى آية الله علي خامنئي في وقتٍ لاحقٍ من اليوم على جثة سليماني خلال مراسم الجنازة إلى جانب الرئيس الإيراني حسن روحاني ومسؤولين آخرين على رأسهم القيادي إسماعيل قاآني – خليفة سليماني في قيادة فيلق القدس – الذي بكى على تابوته.

## كرمان
وفقًا لفرانس 24 فإنَّ «العدد الهائل» من المشيعين الذي حضروا تشييع قاسم سليماني كان يساوي عدد الذين حضروا موكب جنازته في كلٍ من طهران، قم، مشهد والأحواز. على صعيدٍ آخرٍ؛ ذكر مراسلو بي بي سي في مكان الحادث أنَّ المشيعين يرددون على نطاقٍ واسعٍ هتاف «الموت لأمريكا» و«الموت لترامب». وقعَ في السابع من كانون الثاني/يناير تدافعٌ خلال موكب دفن سليماني ما أسفرَ عن مقتل 56 من المشيعين على الأقل وإصابة أكثر من 200 آخرين. الجدير بالذكرِ هنا أنه وخلال الموكب الجنائزي لآية الله الخميني عام 1989؛ تُوفيّ ثمانية أشخاص فقط بسبب التدافع وسطَ الحشد الكبيرِ من الناس.
كان سليماني قد طلبَ في شهادته المكتوبة بخط اليد أن يُدفن بجانب رفيقه في زمن الحرب محمد حسين يوسف الله، كما طلب قبرًا بسيطًا يُشبه رفاقه «الشهداء» مع نقشِ اسمه عليه الجندي قاسم سليماني (بالفارسية: سرباز قاسم سلیمانی) مع تجنّبِ أي لقب تشريف.

## ردود الفعل
في معرضِ تعليقه على صور الحشود الضخمة خلال جنازة سليماني في طهران؛ قالَ وزير الخارجية الإيراني جواد ظريف: «هل ما زلت تتخيّلُ أنك تستطيعُ تحطيم إرادة هذه الأمة العظيمة وشعبها؟ بدأت نهايةُ الوجود الأمريكي الخبيثِ في غرب آسيا.» على الرغمِ من تصريحات ظريف؛ أطلق معارضو الحكومة الإيرانية هاشتاجًا على منصّات التواصل الاجتماعي بعنوان #IraniansDetestSoleimani لمقاطعة جنازة سليماني وذلك بسببِ ما ارتكبهُ الحرس الثوري – الذي كان قاسم سليماني يقودُ وحدة بارزة تتبعُ له – من جرائم حرب.

## تدافع المشيّعين
نقل التلفزيون الإيراني يوم الثلاثاء 7 كانون الثاني عام 2020، أن عدد القتلى من التدافع بلغ 30 شخصاً، وتأخر بذلك دفن قاسم سليماني.

## المرجع
1. 1 2 3  Rogers، James. "Satellite images show Soleimani funeral crowds thronging streets of Tehran". foxnews. مؤرشف من الأصل في 2020-01-07. اطلع عليه بتاريخ 2020-01-07.
2. ↑  Fassihi، Farnaz؛ Kirkpatrick، David D. "Khamenei Wants to Put Iran's Stamp on Reprisal for U.S. Killing of Top General". nytimes. مؤرشف من الأصل في 2020-01-08. اطلع عليه بتاريخ 2020-01-06.
3. ↑  Birnbaum، Michael؛ Cunningham، Erin؛ Dadouch، Sarah. "Soleimani's funeral procession in Iran sees massive crowds and calls for revenge". washington post. مؤرشف من الأصل في 2020-01-07. اطلع عليه بتاريخ 2020-01-07.
4. ↑  "Qasem Soleimani: Mourners gather in Baghdad for funeral procession". BBC News. 4 يناير 2020. مؤرشف من الأصل في 2020-01-06. اطلع عليه بتاريخ 2020-01-04.
5. ↑  O'Brien، Amy (4 يناير 2020). "Thousands march in Baghdad funeral procession for Qassem Suleimani—video". The Guardian. مؤرشف من الأصل في 2020-01-06. اطلع عليه بتاريخ 2020-01-04.
6. ↑  Safi، Michael (4 يناير 2020). "Qassem Suleimani: chants of 'death to America' at Baghdad funeral". The Guardian. مؤرشف من الأصل في 2020-01-06. اطلع عليه بتاريخ 2020-01-04.
7. ↑  Ibrahim، Arwa. "'You never let us down': Thousands mourn Soleimani in Baghdad". aljazeera. مؤرشف من الأصل في 2020-01-06. اطلع عليه بتاريخ 2020-01-04.
8. 1 2  Berlinger، Joshua؛ Mackintosh، Eliza. "Iranians mourn slain general". CNN. مؤرشف من الأصل في 2020-01-07. اطلع عليه بتاريخ 2020-01-06.
9. ↑  "Thousands in Iran gather to mourn as Soleimani's body arrives in hometown of Kerman". France24. مؤرشف من الأصل في 2020-01-07. اطلع عليه بتاريخ 2020-01-07.
10. ↑  "Stampede kills 50 at Soleimani's burial in Iran". 7 يناير 2020. مؤرشف من الأصل في 2020-01-07.
11. ↑  Safi، Michael (7 يناير 2020). "Iran: dozens dead in stampede at Suleimani burial procession – state TV". The Guardian. مؤرشف من الأصل في 2020-01-07. اطلع عليه بتاريخ 2020-01-07.
12. ↑  "Stampede kills 56 at funeral for Iranian general slain by US". Star Tribune. مؤرشف من الأصل في 2020-01-07. اطلع عليه بتاريخ 2020-01-07.
13. ↑  "کرمان| وصیت‌نامه سردار سلیمانی در مورد سنگ مزارش چه بود؟+ تصویر- اخبار استانها - اخبار تسنیم - Tasnim". خبرگزاری تسنیم - Tasnim. Retrieved on 7 January 2020. نسخة محفوظة 5 يناير 2020 على موقع واي باك مشين. [وصلة مكسورة]
14. ↑  "طبق وصیت‌نامه، سنگ مزار سردار سلیمانی را آماده خواهیم کرد". ایسنا. 4 January 2020. Retrieved on 7 January 2020. نسخة محفوظة 7 يناير 2020 على موقع واي باك مشين.
15. ↑  "توضیحات مدیر بنیاد شهید کرمان درباره سنگ مزار شهید سلیمانی | نظر همسر سردار چیست؟". همشهری آنلاین. 4 January 2020. Retrieved on 7 January 2020. نسخة محفوظة 6 يناير 2020 على موقع واي باك مشين.
16. ↑  "Coup, revolution and war: Events that propped up Soleimani reveal why Iran is split on his death". FOX TV Digital Team. 6 يناير 2020. مؤرشف من الأصل في 2020-01-07.
17. ↑  "توفان توئیتری در پاسخ به تبلیغات رسانه‌های حکومتی: ایرانی‌ها می‌گویند از سلیمانی «متنفر» هستند". صدای آمریکا. مؤرشف من الأصل في 2020-01-07.
18. ↑  "تأجيل دفن سليماني بعد سقوط قتلى أثناء تشييع جنازته". قناة الحرة. مؤرشف من الأصل في 2020-01-07. اطلع عليه بتاريخ 2020-01-08.